# 2019冠狀病毒病疫情臺灣對外情勢
2019冠狀病毒病疫情臺灣對外情勢，介紹在2019新型冠狀病毒疫情中，臺灣政府與社會所面臨的國際和兩岸局勢。

## 兩岸局勢
疫情對兩岸關係亦造成影響，原因包括武漢疫情處理不當影響中國內部穩定性、口罩管制及國際組織問題影響兩岸民意、疫情衝擊全球經濟等等。亦有媒體擔憂是否「疫情過後就會下重手」。
2020年1月13日，美國海軍與日本海上自衛隊在東海聯合操演。1月中前後，中國人民解放軍海軍派出161編隊出航前往西太平洋。1月22日中国中央电视台首次報導。
2月7日，早先在體制內公開武漢疫情的李文亮醫師，遭中國公安指控為「造謠者」，確診死後，有評論認為人民要求中國共產黨落實言論自由的要求達到了前所未見的程度。2月9日、10日，中国人民解放军軍機連續兩日繞行巴士海峽、西太平洋、宮古海峽進行「遠海長訓」，中華民國國防部表示對此行為已有相關掌握。中國國民黨立法委員江啟臣呼籲北京當局，防疫當前，應思考兩岸如何共同合作防疫，與其派戰機，倒不如協助疫情有效減緩。中國國民黨立法委員吳斯懷亦表示，中國大陸是此次疫情的重災區，台灣也受到很大的牽連，這時任何防疫之外的動作都不恰當。時代力量則批評中國大陸政府不防堵疫情擴張，並認為此次企圖以軍機繞台是釋放內部壓力。
2月9日，大陸委員會表示，共軍種種挑釁行徑已嚴重破壞台海現狀，「北京當局應集中防止疫情向外擴散」，雙方應合作溝通。翌日，對於臺灣俱增的國際空間及近日作為，中華人民共和国国务院台湾事务办公室發言人馬曉光表示「民主進步黨當局公然危險挑釁」。同日，中華民國總統蔡英文就共軍繞台事件表示，全世界關注中國大陸的疫情，軍事的動作沒意義也沒必要，呼籲中國大陸趕快控制疫情。
2月11日，美國國務院除呼籲北京當局停止脅迫行為，美軍並於12日分兩路繞飛台灣，一架MC-130J特戰運輸機穿越台灣海峽空域南下，兩架B-52轟炸機則在東部海域由北向南飛行，13日派出P-3C反潛機則從嘉手納基地起飛，經鵝鑾鼻外海回返嘉手納基地，15日美軍再次派出作戰艦由北往南航經臺灣海峽。
2月24日，中華人民共和國國防部發言人吳謙在國防白皮書記者會再指出「中国一点也不能少」，於28日例行記者會重申，共機繞台是在維護中國國家主權和領土完整，維護台海地區和平穩定。當日下午，中華民國國防部偵測轟六機再度進入台灣防空識別區，美軍也派出一架EP-3電偵機在台灣西南空域巡邏，期間中華民國國軍全程監控，無異常狀況。
對於一個月來共軍多次挑釁，28日，民主進步黨立法委員王定宇表示，「這時候應該是各國合作，來對抗武漢肺炎的冠狀病毒，而不是窮兵黷武的去騷擾周邊鄰國」。翌日，民主進步黨立法委員羅致政對此表示：「台灣不是擋箭牌」。民主進步黨立委趙天麟亦抨擊北京當局，表示是什麼樣的政權，會在自己的人民陷入疫情水深火熱、讓國際社會也困擾不已的時刻，選擇用軍事手段對外「展現國力」，並指出疫情恐怕已使中共內部受到前所未有的挑戰。
行政院長蘇貞昌在3月23日在立法院受訪表示「如果中國一開始能夠不隱瞞疫情，世界早一點獲得警告，就不會危害得這麼厲害」。国台办发言人朱凤莲表示：“苏贞昌再次无耻散布苏式谎言，公然造谣大陆隐瞒情，大陆民众团结一心，奋力抗击疫情，取得的成绩举世公认，取得的成绩举世公认，为全世界防疫赢得了宝贵时间。同时从一开始就向台湾有关方面通报疫情信息，包括专门通报大陆与世卫组织分享新冠病毒基因序列和获取相关基因序列途径的信息，截至3月24日已通报101次。民进党当局从来不敢将这些真相告诉台湾民众”。
行政院發言人回應「不要動輒情緒性地辱罵他國政要，對中國形象有害，也無助於舒緩疫情」，也強調國台辦所稱「始终本着对台湾民众生命健康福祉高度负责的态度」並不存在，它的真相是一味地打壓台灣進入WHO，剝奪台灣人的健康權益，並「呼籲中國政府誠實以對」。陸委會指出起初隱瞞疫情之說與事實一致，並表示無端謾罵的言論，無法轉移焦點，也不能推卸責任，只會引起台灣人更強烈的反感。

## 國際局勢

### 參與國際組織遭中華人民共和國阻撓

#### 世界衛生組織
2020年1月21日台灣出現首位嚴重特殊傳染性肺炎確診患者，世界衛生組織於1月22日召開緊急會議商討此次疫情，但會議並未邀請台灣與會，成為唯一有境外移入個案而未獲邀請的地區。中央流行疫情指揮中心表示遺憾，指會透過與台灣友好的專家取得資料。中華民國總統蔡英文召開國家安全會議，會後與同時是流行病學家的前副總統陳建仁召開記者會，呼籲北京當局公開疫情資料及要求加入世界衛生組織，指世衛不應排除台灣對抗疫情。
中華人民共和國外交部发言人耿爽回應，1月13至14日有邀请台湾专家到武汉进行实地考察，台灣能够及时获取世卫组织发布的全球突发公共卫生事件信息，台湾发生的突发公共卫生事件信息也能够及时向世卫组织通报，有需要时世卫组织专家可赴台进行考察或提供援助，否认将台湾排除在世卫组织之外会影响台湾应对当前疫情。耿爽還表示：「没有人比中国中央政府更关心台湾同胞的健康福祉，台灣參與國際組織須在「一個中國原則」下安排，根據中方與世界衛生組織的達成的共識，台灣專家可以參加世界衛生組織的相關會議。」中華民國外交部发言人欧江安對此表示：「中国政府无权就台湾参与世卫组织提出任何矮化台湾地位的安排，只有台湾的民选政府能代表台湾2300万人民以及守护台湾人民的健康人权。」台北市長柯文哲表示，既然耿爽這樣回應，那應趕快讓台灣進入世界衛生組織。
1月22日，對於有中國大陸媒體將台灣病例以「台灣省」名義列入中國病例數裡，中央流行疫情指揮中心認為中國大陸官方文件未列入，暫時不會抗議。
1月23日，針對世界卫生组织在新冠肺炎疫情报告中，将台湾通报的一个确诊病例，列在中国台湾（Taiwan, China）项下。中華民國外交部发言人欧江安表示：「中国外交部在武漢肺炎疫情急剧升高之际，不仅没有向台湾分享疫情資訊，还以中央政府自居，进行政治操作，贬损台湾的国家主权及地位，中华民国台湾外交部对中国行径深表遗憾，并予以谴责。」，世界卫生组织配合中華人民共和国蛮横无理要求，不专业，指示驻日内瓦办事处立即向世界卫生组织秘书长特沃德罗斯·阿达诺姆表达抗议，要求更正。美國疾病管制與預防中心原將台灣及中國大陸在疫情地圖上標示為同一顏色，中华民国外交部並表示向美方提出關切後已做出更正。
1月29日，加拿大總理賈斯汀·杜魯道在國會答詢時，首度明確支持台灣以觀察員身分參與世界衛生組織會議。杜魯道是武漢肺炎爆發後，首位公開支持台灣成為世界衛生組織觀察員的國家領袖。1月30日，日本首相安倍晉三在參議院預算委員會上質詢時，日本維新會議員音喜多駿質詢，提到WHO將台灣排除在外，甚至在這次武漢肺炎的疫情研討上，也未邀請台灣專家與會，違背世界合作的概念。安倍晉三回答表示日本長期以來，對於國際保健的問題上，都認為不應該有「地理上的空白」。同日，歐盟對外事務部認為，面對武漢肺炎疫情爆發，台灣應被納入世界衛生組織。
2月2日，就義大利及越南因應肺炎疫情，禁止或一度禁止台灣航班入境問題，外交部召開記者會，認為有關決定是受世界衛生組織將台灣列入中國的影響，對台灣人不公平，促請世衛修正有關資訊。翌日，聯合國中國代表團在世界衛生組織執委會上批評台灣發放不實訊息，找藉口指控中國阻礙台灣參與世界衛生組織會議。
2月3日，对于台湾参与世界卫生组织的问题，世界卫生组织接受《环球时报》采访时回应，“自中国新型冠状病毒引起的肺炎疫情发生以来，世卫组织一直通过《国际卫生条例》有关渠道与台当局保持沟通，台湾的专家参与了所有的咨询工作，台湾方面充分了解专家组的全部工作进展。整个2019年，台湾地区的专家多次被邀请参加世卫组织技术会议，且世卫组织与台湾当局在从疾病暴发到癌症控制等多个卫生领域均有合作”。世界衛生組織發布疫情資訊，錯誤將台灣確診案例提高到13人，但該日衛生福利部疾病管制署並未發布該消息，依然是1月31日10人確診的數字。
2月3日至2月8日在日內瓦舉行的世界衛生組織執行委員會會議期間，共有邦交國史瓦帝尼、巴拉圭、瓜地馬拉、海地、宏都拉斯、聖克里斯多福及尼維斯、諾魯及馬紹爾群島8國以及美國、日本、德國代表歐盟27個會員國、英國、澳大利亞、紐西蘭與比利時表態不該排除臺灣參與世衛相關議題討論。
2月6日，外交部發言人歐江安批評世界衛生組織做法「荒謬」，疫情報告中不僅將台灣列入中國，還在數日內數次更改台灣稱呼，由「中國台灣」（Taiwan, China）改為「台北直轄市」（Taipei Municipality），再改為「台北」（Taipei），最後改為「台北及周圍地區」（Taipei and environs），指這些名字都不正確，「我們的名字叫做台灣，正式國名中華民國」，並表達嚴正抗議。國務院台灣事務辦公室則發文批評「民進黨當局和台獨分裂勢力」利用疫情宣傳台灣參與世界衛生組織議題，「企圖利用疫情趁火打劫，拓展所謂國際空間」，指民進黨不承認「九二共識」令「中華台北」名義參加世界衛生大會政治基礎不再存在，並重申台灣參與世衛須在「一個中國」原則下解決，絕不允許「以疫謀獨」。中華民國大陸委員會其後反駁國台辦說法是推卸責任、模糊焦點。
2月9日，世界衛生組織公共衛生緊急計畫執行主任在記者會上說明下週2月11、12日400多專家人士與會關於新冠肺炎的全球研究及創新論壇，高風險區的合作夥伴將以線上模式參與，包含臺灣，他還指出“這與中國的其他地方一樣”。
3月28日，香港電台英語節目《The Pulse》訪問世衛助理總幹事艾爾沃德（Bruce Aylward），當記者問及會否重新考慮台灣的世衛成員資格時，艾爾沃德未有即時回應，其後記者重覆問題時，對方指無必要，要求問下一個問題，並突然中斷對話，懷疑是艾爾沃德所為。記者之後再聯絡艾爾沃德，希望他評論台灣抗疫表現。惟艾爾沃德表示已經說過中國大陸的情況，並指觀察中國不同的地區時，做得很不錯（when you look across all the different areas of China, they've actually done quite a good job）。中華民國外交部長吳釗燮透過推特評論這次採訪，稱「在對抗全球大流行疫情的時刻，世衛應把政治放一邊」，並指出國際媒體廣泛報導台灣對抗新冠肺炎的作為；這些報導都沒有將台灣當成中國的一部分，世衛應參考這些報導。事後，世衛發言人賈撒列維克在回覆中央通訊社相關提問的電子郵件中表示，「台灣的」世衛成員資格問題取決於世衛會員國，而不是世衛組織工作人員。且世衛組織正與所有衛生部門密切合作，包括「台灣的」專家。世衛在官網發表聲明指，目前台灣武漢肺炎感染率相對較低，世衛向包括台灣在內的各地區衛生當局學習經驗，以便在全球分享最佳做法。
4月11日，中華民國外交部發表新聞稿，指歐洲議會67名跨黨團議員於4月8日聯名致函歐盟外交暨安全政策高級代表 Josep Borrell，加上德國國會60名跨黨派議員於4月2日聯署致函譚德塞，共127名歐洲高级政治人物共同讚揚台灣因應新冠病毒的防疫模式值得學習。中華民國外交部引述該批政要表示，世衛排除台灣參與是對台灣人民的歧視與不公，強烈支持台灣參與5月的世界衛生大會，希望譚德塞秉持專業邀請台灣參加，以符合世衛「全民均健」、「不遺棄任何人」的一貫宗旨。
5月7日，在美國和日本領銜下，加拿大、英國、法國、德國、澳洲和紐西蘭駐日內瓦常驻联合国代表，在一項會議中向世界衛生組織發出外交照會，敦促接納台灣為世界衛生大會觀察員。加拿大全球事务部部長商鵬飛在受訪時證實此事，他指出「加拿大持續支持台灣有意義參與國際多邊論壇，因為台灣的存在，為公共利益做出重要貢獻。」、「我們認為台灣成為世界衛生大會會議之『非國家觀察員』，符合國際衛生界利益，對全球對抗COVID-19大流行，至關重要。加拿大鼓勵WHO與台灣專家接觸，並支持台灣有意義參與全球健康討論。」
5月18日，第73屆世界衛生大會(WHA)線上會議將於晚間6時召開，截至中午臺灣仍未獲邀出席。外交部長吳釗燮及陳時中於18日聯合記者會上共同表達政府嚴正不滿立場。吳釗燮指出：「聯合國大會第2758號決議或WHA第25.1號決議只解決「中國代表權」問題，完全沒有提及臺灣，更沒有授權中華人民共和國可以代表臺灣的權利；臺灣已經是一個民主自由國家，只有臺灣的民選政府，才有資格代表臺灣人民參與國際組織。」陳時中表示：「病毒不分國界，全球防疫不應有缺口，需要全世界攜手合作、分享專業判斷及有關資訊，才能有效對抗大流行。臺灣在地理位置上雖鄰近中國，然而每百萬人口確診數在國際間排名約第154名，顯示臺灣防疫工作成效顯著。臺灣有意願、也有能力，與世界各國政府與專家交換防疫經驗、互相學習、互相幫助，因此我方未受邀不僅是臺灣的損失，也是全人類的損失。」
2021年5月，台灣因疫情控制得宜，得到國際社會支持，有至少50個國家、250多位國會領袖、議員等國際人士響應，支持台灣在2021年可以突破中國的封鎖，參加5月24日至6月1日舉行的第74屆世界衛生大會。

#### 國際民航組織
2020年：
國際民航組織（ICAO）拒絕與台灣共享關鍵的飛航資訊與2019冠狀病毒病疫情情報；隨後ICAO在其官方推特帳號上刪除了所有討論台灣是否應被包括在與疫情爆發有關的航空旅行後勤計劃的討論串，包括美國國會議員助理與研究員的提問。美國華府智庫研究員Jessica Drun1月22日在推特發文批評ICAO的作法，旋即被ICAO封鎖她的推特帳戶，同一時間許多其他推特帳戶也被封鎖，包括幾名美國國會職員、分析師和一名在廣州教英語的老師的帳戶；這些被封的推特帳戶的共同特點是都發表了批評ICAO對待台灣的作法。根據美國媒體《Axios》報導，ICAO的社群帳號負責人關綺寧Qining Guang為中國大陸籍公民。對此美國眾議院外交委員會推文譴責ICAO此舉。

#### 影響
2020年：
因國際民航組織與世界衛生組織將臺灣與中國綁在一起，導致1月30日義大利共和國宣布中國與台灣班機入境（事後同意派空機接滯留台灣人）。2月1日越南宣布即日起禁止中国大陆、香港、澳门與台灣航班入境到5月1日（後外交部交涉後，撤銷對於台灣停飛的政策）。2月2日，台電足球隊因亞洲足聯盃赴蒙古作客比賽，遭拒絕入境。2月10日，菲律賓衛生部門依據世衛疫區標準與一中原則請邊境管制單位將中國與台灣列入禁止入境的區域，2月14日菲律賓跨部門工作小組取消對台灣旅行禁令。

## 國際合作

### 台美合作
2020年：
3月12日，行政院副院長陳其邁與美國史丹佛大學學者視訊分享大數據防疫經驗。
3月18日，外交部與美國在台協會同步公開「臺美防疫夥伴關係聯合聲明」（Taiwan-U.S. Joint Statement）中英文版文件，由外交部長吳釗燮和AIT處長酈英傑聯名簽署發表，指「為共同對抗源自中國武漢的新冠肺炎病毒」，台美雙方將進一步強化諮商與合作機制。六大抗疫措施包括快篩檢驗試劑的研發、疫苗的研究與生產、藥品的研究與生產、追蹤接觸者相關技術機制與科技、舉行科學家與專家的聯合會議、防疫醫療用品及設備的合作與交流。吳釗燮指出，台美除了新藥、快篩方面等六大開發合作外，也確保防疫物資不致匱乏，美國已特地為台灣保留三十萬件防護衣原料，充實台灣防護物資，讓第一線醫護可以安心，而台灣口罩產能充實後，也將每週提供十萬片口罩給美國，強化台美合作。

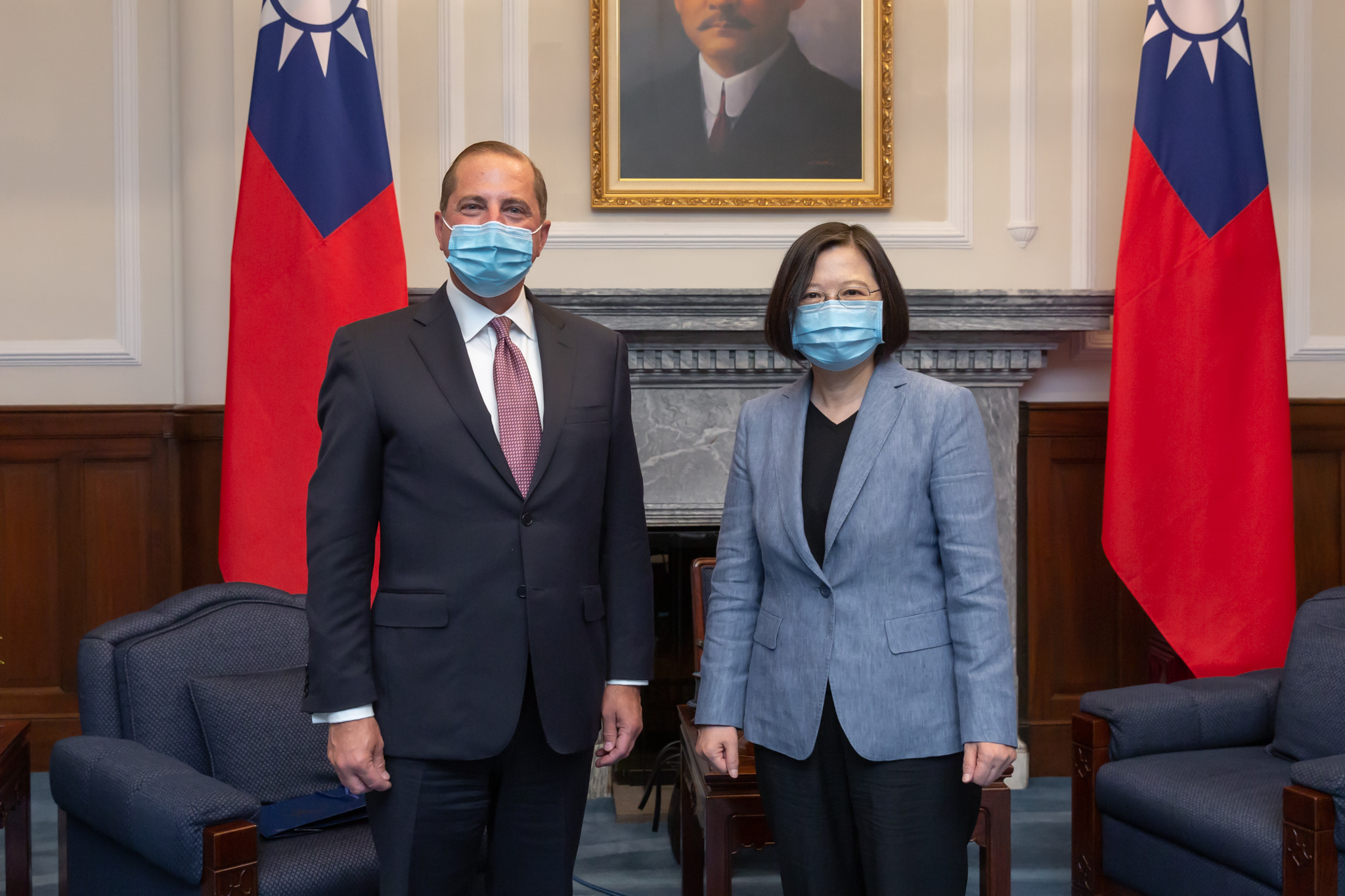
8月10日，蔡英文總統接見「美國衛生部長阿札爾訪問團」

8月5日，美國在台協會與美國衛生部發佈新聞稿宣布，美國衛生及公共服務部長亞歷克斯·阿薩爾將於9日率團訪問臺灣，促進台美在對抗全球疫情方面的合作。不僅成為六年來首位訪臺的美國內閣成員，就美國總統繼任順序而言，也是1979年以來訪臺層級最高的美國內閣官員。9日下午，亞歷克斯·阿薩爾率團搭乘美國空軍C-40行政專機抵達臺灣臺北松山機場，展開對臺灣的訪問行程。10日上午，阿薩爾及參訪團成員至總統府晉見蔡英文。10日下午，在陳時中及阿薩爾的共同見證下，由臺灣美國事務委員會主任委員楊珍妮及美國在台協會台北辦事處處長酈英傑代表雙方於臺北簽署「醫衛合作瞭解備忘錄」，顯示臺美雙邊夥伴關係的緊密。

## 國際相關援助

### 臺灣對國際的援助

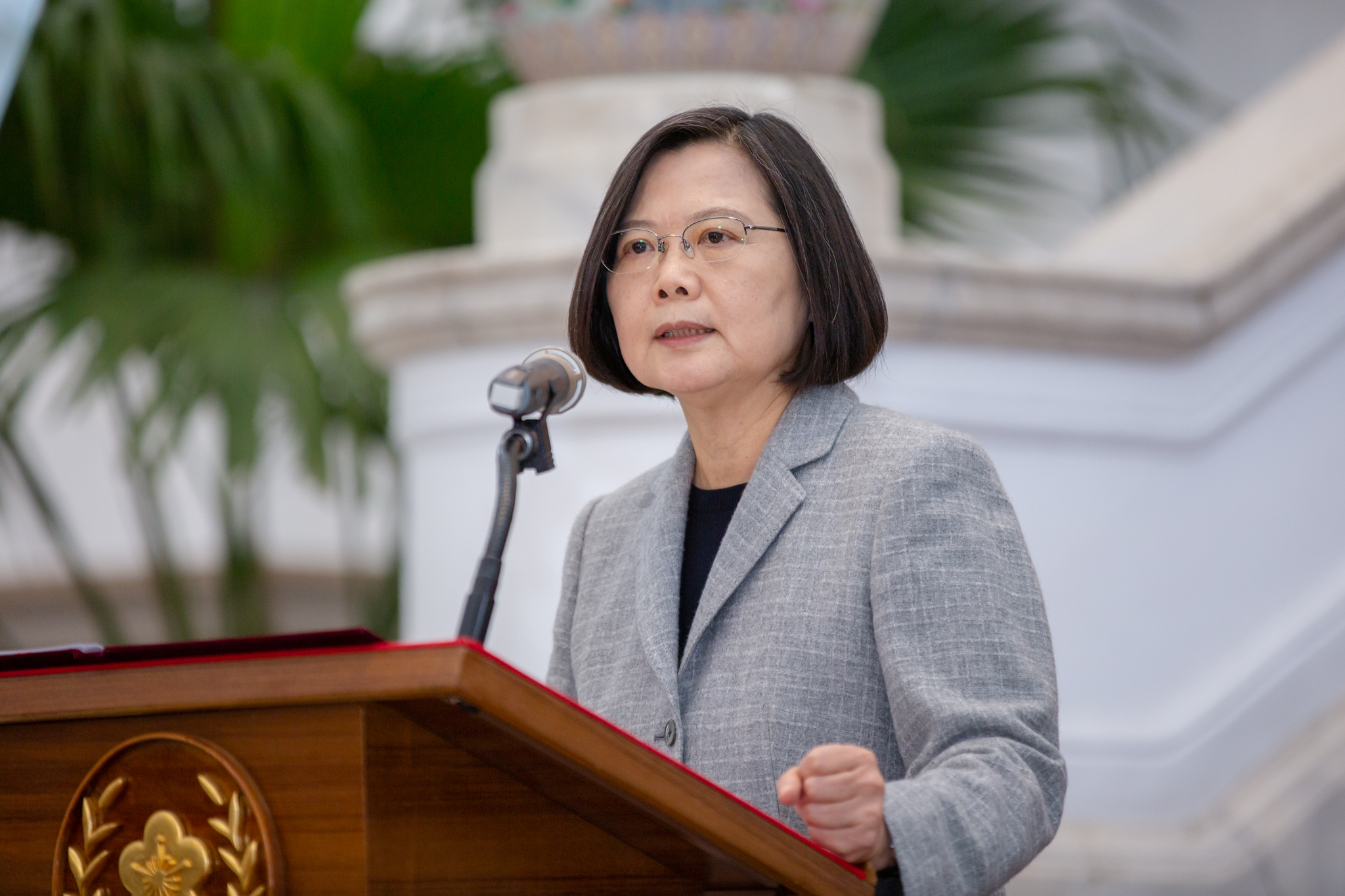
2020年4月1日，蔡英文於總統府敞廳針對新冠肺炎防疫援助國際項目發表談話

中華民國總統蔡英文，2020年4月1日於總統府敞廳發表談話，宣布在口罩、藥物、技術這3個項目，對國際社會提供協助：
1. 捐贈1000萬片的口罩，支援疫情嚴重國家的醫療人員；
2. 請廠商提高奎寧的產量，對有需要的國家，給予適當的支持；
3. 分享台灣的「電子檢疫系統」，讓有需要的國家可以準確追蹤確診民眾的接觸史；
4. 公私立醫院持續透過視訊提供防疫經驗與技術給需要幫忙的國家。

外交部說明1000萬片口罩首波捐贈對象為美國200萬片、歐洲700萬片口罩（包括義大利、西班牙、德國、法國、比利時、荷蘭、盧森堡、捷克、波蘭、英國和瑞士），以及邦交國100萬片口罩、國產熱像體溫顯示儀84台和額溫槍等防疫物資。第二波的國際援助於2020年4月9日啟動，將捐贈總數6百萬片醫療口罩給北歐、中歐、東歐地區的歐盟會員國、美國受創嚴重的州、拉丁美洲、加勒比海國家、新南向國家及其他友好國家。
花蓮門諾醫院麻醉科醫師賴賢勇設計「插管箱」（Aerosol box），2020年3月22日完成國際登錄公開手繪設計圖供無償下載。訊息公開後，已有30多國開始採用。美國波士頓醫療中心測試使用此設計，醫護人員可以減少95%以上的飛沫污染風險。
定居宜蘭的義大利籍天主教靈醫會神父呂若瑟因其家鄉義大利淪為重災區且嚴重缺乏醫療物資，透過羅東聖母醫院發出求救信，2020年4月1日～15日受理外界捐款，至5日已累積破千萬。4月7日上午募款金額已達1.2億元，提前結束募款活動，呂若瑟神父發表一封公開感謝信致台灣社會。傍晚最後正式統計，善款達近1.5億元。10日，透過全球採購管道，已將第一批口罩、面罩、手套以及16部呼吸機送抵義大利。22日，新一批台灣愛心物資出發前，呂若瑟神父特地召開記者會透過鏡頭向台灣人親自道謝。
台灣「電子圍籬智慧監控系統」成功追蹤、管理居家檢疫或隔離者，同時也吸引了包括美國、澳洲、瑞士、義大利、印尼、越南、卡達、沙烏地阿拉伯、斯里蘭卡和巴拉圭等10個國家分頭向台灣接觸，希望能轉移台灣電子圍籬的技術。

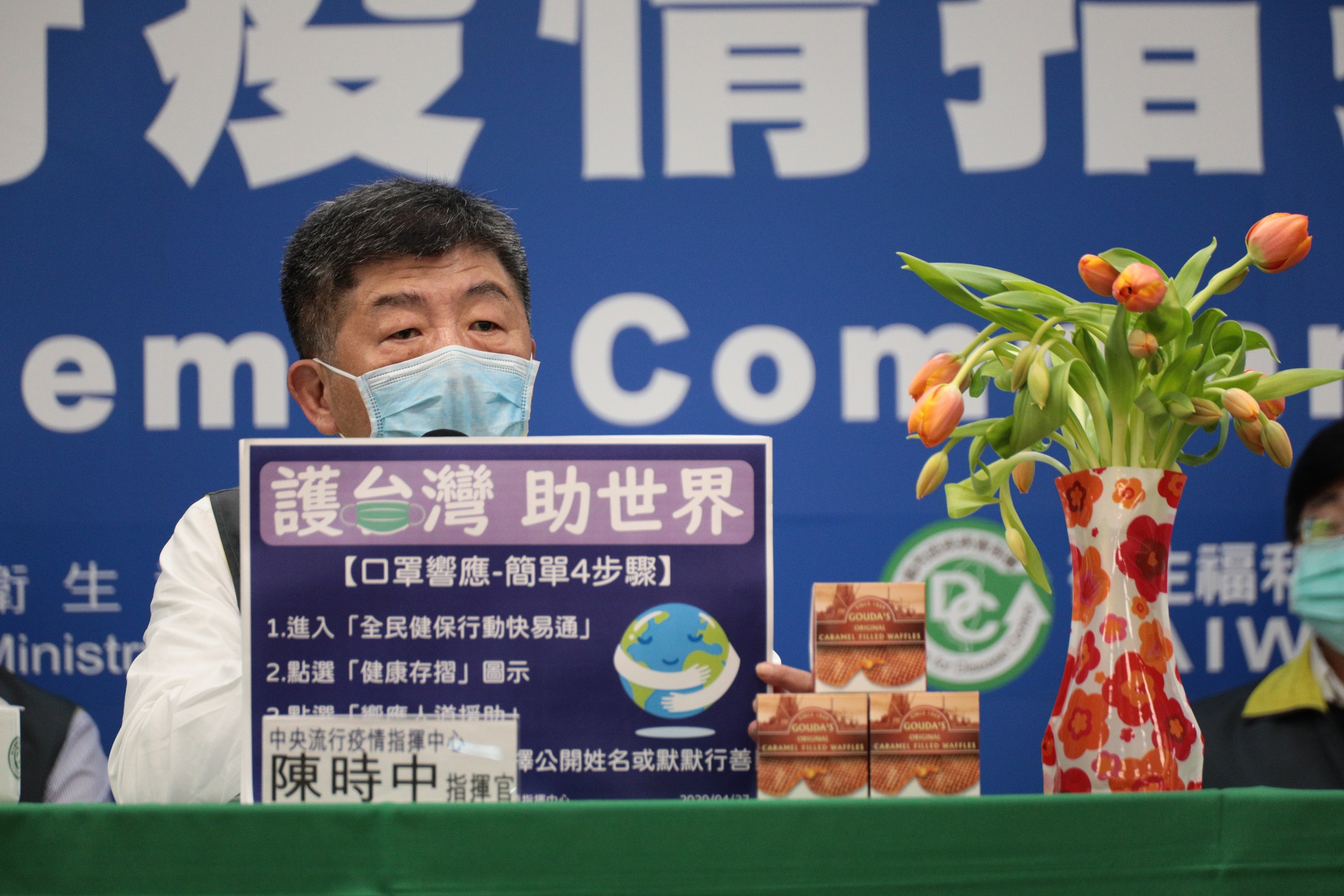
2020年4月27日，陳時中部長介紹“護台灣助世界”政策。旁邊佈置著由荷蘭官方贈送的鬱金香與焦糖煎餅

中央疫情指揮中心於2020年4月27日推出「護台灣、助世界」口罩響應人道援助活動，提供民眾捐助國際口罩的管道。有意願者可透過「全民健保行動快易通」APP，捐贈出自己從「口罩實名制2.0」啟動以來未購買的部分，可以選擇具名或默默行善。民眾不用付費，只是捐出自己未領取的額度，之後政府會依照國民心意來衡量未來的口罩國際醫療援助。首日有120,343位民眾登記，共捐出1,052,494片口罩。其中42.5%的民眾具名登記，57.5%民眾不具名登記。
2021年5月2日， 台灣第一批協助印度對抗新冠肺炎疫情的醫療物資，包括150台製氧機和500支氧氣鋼瓶，藉由華航空運抵達英迪拉·甘地国际机场，以協助印度早日度過新一波爆發的疫情。印度駐台代表戴國瀾（Gourang Das）對台灣的友誼與協助深表感謝。

### 國際對臺援助
2021年5月28日，為了感謝臺灣曾於2020年4月捐贈100萬個口罩給波蘭，波蘭台北辦事處在波蘭生物技術公司Nomi Biotech Corporation的支持下捐贈了1500套防護衣給臺北市政府供臺灣第一線醫護人員使用，盼能協助抵抗臺灣新一波的疫情。